# Deutscher Fußball-Kulturpreis

Logo Deutscher Fußball-Kulturpreis

Der Deutsche Fußball-Kulturpreis ist ein Preis der Deutschen Akademie für Fußball-Kultur mit Sitz in Nürnberg. Der Preis wurde erstmals im Jahr 2006 verliehen.

## Kategorien
2006 wurden Ehrungen in vier Kategorien vorgenommen. Seit 2007 gibt es fünf Kategorien. Im Einzelnen sind dies:
- Der Walther-Bensemann-Preis, dotiert mit 10.000 Euro. Der Preis, benannt nach dem deutschen Fußballpionier und Gründer des kicker Walther Bensemann, zeichnet eine Person der Zeitgeschichte aus, die im Sinne der Völkerverständigung Besonderes für den Fußball geleistet hat.
- Das Fußballbuch des Jahres, dotiert mit 5.000 Euro.
- Der Fußball-Bildungspreis (Lernanstoß), dotiert mit 5.000 Euro. Hier werden Projekte gewürdigt, die den Fußball als Mittel der Bildungsarbeit mit Kindern und Jugendlichen einsetzen.
- Der Fußballspruch des Jahres, undotiert. Der Siegerspruch wird am Verleihungsabend durch das Publikum gewählt.
- Seit 2007 wird zudem jährlich ein Fanpreis vergeben, dessen Thema wechselt und dessen Dotierung schwankt.

Die Preise werden jeden Oktober im Rahmen einer Gala im Kulturzentrum Tafelhalle in Nürnberg verliehen, wobei die Gewinner einen MAX (benannt nach Max Morlock) erhalten. Dabei handelt es sich um eine Figur eines Fußballspielers im Trikot der deutschen Fußballnationalmannschaft, dessen Rückennummer das jeweilige Auszeichnungsjahr angibt. Die Figur für den Preisträger des Walther-Bensemann-Preises trägt zudem eine Krone.

## Preisträger

### 2006
Die Verleihung fand am 7. Oktober statt.
- Walther-Bensemann-Preis: Franz Beckenbauer (1945–2024)
- Fußballbuch des Jahres: „Über Fußball“ von Jorge Valdano
- Lernanstoß: Edith-Stein-Schule in Aichach für ihr WM-Projekt und das Projekt Straßensport Ostfildern
- Fußballspruch des Jahres: „So ist Fußball. Manchmal gewinnt der Bessere.“ von Lukas Podolski

### 2007
Die Verleihung fand am 5. Oktober statt.
- Walther-Bensemann-Preis: Alfredo Di Stéfano (1926–2014)
- Fußballbuch des Jahres: „Im Schatten des Spiels“ von Ronny Blaschke
- Lernanstoß: Lernzentrum des 1. FC Union Berlin und die Richard-von-Weizsäcker-Schule in Münster
- Fußballspruch des Jahres: „In schöner Regelmäßigkeit ist Fußball doch immer das Gleiche.“ von Hans Meyer
- Fanpreis: „Schlumpflied“ der Fans des 1. FSV Mainz 05 (Fangesang des Jahres; dotiert mit 500 Litern Bier für die siegreiche Fankurve)

### 2008
Die Verleihung fand am 31. Oktober statt.
- Walther-Bensemann-Preis: Bernhard „Bert“ Trautmann (1923–2013)
- Fußballbuch des Jahres: „Ist doch ein geiler Verein“ von Christoph Ruf
- Lernanstoß: Projekt „Schlappeschneider – Schlappekicker“ des Sportkreises Frankfurt e. V.
- Fußballspruch des Jahres: „Wir haben nur unsere Stärken trainiert, deswegen war das Training heute nach 15 Minuten abgeschlossen.“ von Josef Hickersberger
- Fanpreis: „WeyKick“, Verlag Ulrich Weyel (Fußball-Spiel des Jahres)

### 2009
Die Verleihung fand am 2. Oktober statt.
- Walther-Bensemann-Preis: César Luis Menotti (1938–2024)
- Fußballbuch des Jahres: „Keine Kunst“ von Péter Esterházy
- Lernanstoß: Sprach- und Leseförderungsprojekt „Bücher haben Gewicht - Bildungsfairplay mit VfL Borussia 1900“ von Borussia VfL 1900 Mönchengladbach in Zusammenarbeit mit der Stadtbibliothek Mönchengladbach
- Fußballspruch des Jahres: Aufgrund eines Patts bei der Abstimmung zum Fußballspruch des Jahres gab es 2009 zwei Sieger:
  - „Wir schießen so wenig Tore, vielleicht heißen wir deshalb auch die Knappen.“ von Manuel Neuer
  - „Er muss ja nicht unbedingt dahin laufen, wo ich hingrätsche.“ von Neven Subotić
- Fanpreis: „In der Pratsch“, Alemannia Aachen (Fanzine des Jahres)[2]

### 2010
Die Verleihung fand am 29. Oktober statt.
- Walther-Bensemann-Preis: Otto Rehhagel (* 1938)
- Fußballbuch des Jahres: „Die Fußball-Matrix. Auf der Suche nach dem perfekten Spiel“ von Christoph Biermann
- Lernanstoß: Projekt „Fußball trifft Kultur“, LitCam gGmbH, Frankfurt
- Fußballspruch des Jahres: „Im Kölner Stadion ist immer so eine super Stimmung, da stört eigentlich nur die Mannschaft.“ von Udo Lattek
- Fanpreis: „Die Liebe meines Lebens“ von Sebastian Rasch und Jan Suwalski (Fan-Video des Jahres)

### 2011
Die Verleihung fand am 4. November statt.
- Walther-Bensemann-Preis: Robert „Bobby“ Charlton (1937–2023)
- Fußballbuch des Jahres: „Der FC Bayern und seine Juden. Aufstieg und Zerschlagung einer liberalen Fußballkultur“ von Dietrich Schulze-Marmeling
- Lernanstoß: „Bleib am Ball“, Zinnober e. V., Hannover
- Fußballspruch des Jahres: „I think we have a grandios Saison gespielt!“ von Roman Weidenfeller
- Fanpreis: „Fritz-Walter-Choreografie“ von Fans des 1. FC Kaiserslautern (Fan-Choreografie des Jahres; dotiert mit 3.000 Euro, die Auszeichnung wurde abgelehnt)[3]

### 2012
Die Verleihung fand am 26. Oktober statt.
- Walther-Bensemann-Preis: Uwe Seeler (1936–2022)
- Fußballbuch des Jahres: „Fifa-Mafia. Die schmutzigen Geschäfte mit dem Weltfußball“ von Thomas Kistner
- Lernanstoß: „Fußball ist für alle da“, Wilhelmsdorf
- Fußballspruch des Jahres: „Ich hatte zwischendurch Angst, dass er sich wund liegt und mal gewendet werden muss.“ von Mehmet Scholl[4]
- Fanpreis: „Die Gentlemen Spieler“ von Die Liga der gewöhnlichen Gentlemen (Fußball-Song des Jahres; dotiert mit 5.000 Euro)[4]

### 2013
Die Verleihung fand am 25. Oktober statt.
- Walther-Bensemann-Preis: Günter Netzer (* 1944)
- Fußballbuch des Jahres: „Spieltage. Die andere Geschichte der Bundesliga“ von Ronald Reng[6]
- Lernanstoß: „M4all – Migranten-Mädchen machen mit im Alltagssport“, Fußballspielen und Lernhilfen für Mädchen mit Migrationshintergrund beim SC Heuchelhof Würzburg e. V.
- Fußballspruch des Jahres: „Links ist ähnlich wie rechts, nur auf der anderen Seite.“ von Patrick Funk
- Fanpreis: „Niemandsland“ von Ralf Marczinczik (Fußball-Comic des Jahres, in Kooperation mit dem Comic-Salon Erlangen; dotiert mit 5.000 Euro)[5]

### 2014
Die Verleihung fand am 24. Oktober statt.
- Walther-Bensemann-Preis: Ottmar Hitzfeld (* 1949)[8]
- Fußballbuch des Jahres: „The Beautiful Game - Fußball in den 1970ern“ von Reuel Golden[9]
- Lernanstoß: „CHAMPIONS ohne GRENZEN Kids“, Fußballtrainings, Erwerb von Sprachkompetenzen und Sozialraumerweiterung für Flüchtlingskinder, von Champions ohne Grenzen e. V., Berlin[10]
- Fußballspruch des Jahres: „Ich hoffe, dass ich 90 Jahre alt werde. Dann kann ich sagen, ich hätte 100 werden können. Aber ich habe in Nürnberg gearbeitet.“ von Gertjan Verbeek
- Fanpreis: „La vida no termina aquí“ von Simon Schneider (Fußball-Hörspiel des Jahres)[11]

### 2015
Die Verleihung fand am 23. Oktober statt.
- Walther-Bensemann-Preis: Marcello Lippi (* 1948)[13]
- Fußballbuch des Jahres: „Wenn wir vom Fußball träumen – Eine Heimreise“ von Christoph Biermann[14]
- Lernanstoß: „Streetbolzer TV“, mediale Begleitung der Straßenfußballliga von Streetbolzer e. V. durch Kinder und Jugendliche, Kassel[15]
- Fußballspruch des Jahres: „München ist wie ein Zahnarztbesuch. Muss jeder mal hin. Kann ziemlich weh tun. Kann aber auch glimpflich ausgehen.“ von Sebastian Prödl[16]
- Fanpreis: „Stickman Soccer“ von Djinnworks (Fußball-Game des Jahres)[17]

### 2016
Die Verleihung fand am 21. Oktober statt.
- Walther-Bensemann-Preis: Alex Ferguson (* 1941)[19]
- Fußballbuch des Jahres: „Mroskos Talente. Das erstaunliche Leben eines Bundesliga-Scouts“ von Ronald Reng[18]
- Lernanstoß: „Biesalski-Cup“[18][20]
- Fußballspruch des Jahres: „Ich habe dem Linienrichter meine Brille angeboten. Aber auch das hat er nicht gesehen.“ von Peter Stöger[18]
- Fanpreis: „Textilvergehen“ (Fußballblog des Jahres)[18][21]

### 2017
Die Verleihung fand am 20. Oktober statt.
- Walther-Bensemann-Preis: Vicente del Bosque (* 1950)[23]
- Fußballbuch des Jahres: „Helmut Schön – Eine Biografie“ von Bernd-M. Beyer[22]
- Lernanstoß: „Schule ist auf’m Platz“ des Vereins Essener Chancen[22][24]
- Fußballspruch des Jahres: „Wir danken der Mannschaft, dass sie uns auch in dieser Saison so zahlreich hinterhergereist ist.“ Spruchband zum Saisonabschluss in der Fankurve des FC Schalke 04 beim FC Ingolstadt 04[22]
- Fanpreis: „Kreuzlinger Grenzland-Stadion“ (Fußball-Erinnerung des Jahres)[22][25]

### 2018
Die Verleihung fand am 26. Oktober statt.
- Walther-Bensemann-Preis: Horst Hrubesch (* 1951)
- Fußballbuch des Jahres: „90 oder Die ganze Geschichte des Fußballs in neunzig Spielen“ von Christian Eichler
- Lernanstoß: „Kick mit Physik“ der Wuppertaler Kinder- und Jugend-Universität[27][28]
- Fußballspruch des Jahres: „Die Schweden sind wie die Mittdreißiger in der Disco: Hinten reinstellen und warten, ob sich was ergibt.“ von Thomas Hitzlsperger vor dem WM-Spiel zwischen Deutschland und Schweden[29]
- Fanpreis: „Rasenfunk“ (Fußball-Podcast des Jahres)[30][31][32]

### 2019
Die Verleihung fand am 25. Oktober statt.
- Walther-Bensemann-Preis: Pierluigi Collina (* 1960)[33]
- Fußballbuch des Jahres: „125 Jahre – Vom VfB zum 1. FC Lokomotive Leipzig“ von Thomas Franke, Marko Hofmann und Matthias Löffler[33]
- Lernanstoß: „Fußballbrücke Europa“ des SC Aleviten Paderborn[33][34]
- Fußballspruch des Jahres: „Ich bin Profi. Ich stelle nach Schwanzlänge auf.“ von Imke Wübbenhorst[33]
- Fanpreis: „Stadion an der Schleißheimer Straße“ (Fußballkneipe des Jahres)[33][35]

### 2020
Aufgrund der COVID-19-Pandemie fand die Preisverleihung online statt.
- Walther-Bensemann-Preis: Silvia Neid (* 1964) sowie die Weltmeister von 1954
- Fußballbuch des Jahres: „Gerd Müller oder wie das große Geld in den Fußball kam. Eine Biografie.“ von Hans Woller
- Lernanstoß: nicht verliehen
- Fußballspruch des Jahres: „Wer es nicht schafft, gegen den HSV zu punkten, sollte nicht auf dem Rücken eines Flüchtlings, der niemandem etwas getan hat, versuchen, einen Vorteil herauszuholen, sondern besser auf die eigenen sportlichen Fehler schauen.“ von Daniel Thioune
- Fanpreis: Gesellschaftsspiele e. V. gemeinsam mit Greta Budde und Petra Landers (Fußball-Utopie des Jahres)

### 2021
Die Verleihung fand am 29. Oktober statt.
- Walther-Bensemann-Preis: Clarence Seedorf (* 1976)
- Fußballbuch des Jahres: „71/72 – Die Saison der Träumer“ von Bernd-M. Beyer
- Lernanstoß: „Ein Verein für alle“ der Initiative für mehr gesellschaftliche Verantwortung im Breitensport-Fußball Leipzig
- Fußballspruch des Jahres: „Ein Spiel ist erst vorbei, wenn der Schiedsrichter pfeift und ich nicht mehr brülle.“ von Steffen Baumgart
- Fanpreis: „Fan.Tastic Females. Football Her.Story“ von Football Supporters Europe (Europäisches Fußball-Projekt des Jahres)

### 2022
Die Verleihung fand am 28. Oktober statt.
- Walther-Bensemann-Preis: Joachim Löw (* 1960)
- Fußballbuch des Jahres: „Der große Traum: Drei Jungs wollen in die Bundesliga“ von Ronald Reng
- Fußballspruch des Jahres: „Frauenfußball, Männerfußball. Es ist ein Fußball.“ von Lena Oberdorf
- Fußball-Bildungspreis des Jahres: Projekt „Nachspielzeit – Fußball im Fokus politischer Bildung“ der Sozialberatung Stuttgart e. V. und des VfB-Fanprojekts
- Fanpreis: „Weiß-braune Kaffeetrinker*innen“ (Fanklub des Jahres)

### 2023
Die Verleihung fand am 27. Oktober statt.
- Walther-Bensemann-Preis: Karl-Heinz Körbel (* 1954)
- Fußballbuch des Jahres: „Um jeden Preis: Die wahre Geschichte des modernen Fußballs von 1992 bis heute“ von Christoph Biermann
- Fußballspruch des Jahres: „Wenn der Musiala anzieht und dir auf 80 Meter 60 bis 70 abnimmt, denkst du anders über dein Leben nach.“ von Deniz Aytekin
- Fanpreis: „CFC Fans gegen Rassismus“ (Fußballfans gegen Rechtsextremismus)

### 2024
Die Verleihung fand am 25. Oktober statt.
- Walther-Bensemann-Preis: Christian Streich (* 1965)
- Fußballbuch des Jahres: „Spielfeld der Herrenmenschen. Kolonialismus und Rassismus im Fußball“ von Ronny Blaschke
- Fußballspruch des Jahres: „Bei unserer Qualität macht es keinen Sinn, Spiele zu verlieren.“ von Horst Hrubesch und „Jagger, Keith Richards, Ron Wood – die sind Kult. Ich bin ein Kültle.“ von Christian Streich
- Fanpreis: „Sektion Lokstedt“ (Nachwuchs für die Kurve)